# 박성민 (1992년)
박성민(朴性珉, 1992년 11월 14일 ~ )은 전 KBO 리그 NC 다이노스의 투수이다.

## 두산 베어스시절
2015년에 입단하였다. 2015년 3월에 열린 시범 경기에 등판했으며, 4월 8일에는 신인으로서 가장 먼저 1군에 합류했으나 1군 경기에 등판하지 못했다.
2016년 9월 7일에 데뷔 첫 경기를 치렀다.
2016년 11월 30일에 방출됐다.

## NC 다이노스시절
2020년에 입단하였다.

## 출신 학교
- 성동초등학교
- 배재중학교
- 휘문고등학교
- 연세대학교